# Goede Herderkerk (Terneuzen)

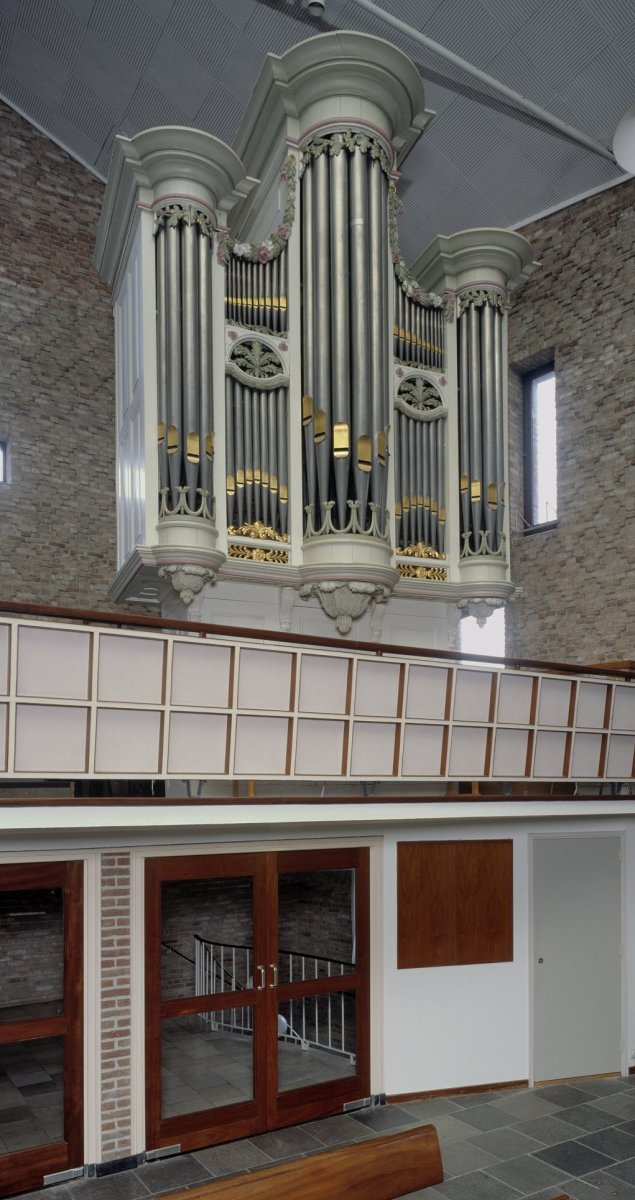
Adema-orgel

De Goede Herderkerk is een protestants kerkgebouw in de Zeeuwse stad Terneuzen, gelegen aan de Koninginnelaan 4.
De kerk werd in 1965 gebouwd als Hervormd kerkgebouw. Architecten waren H.A. Pothoven en G. Pothoven. Het gebouw werd in een naoorlogse nieuwbouwwijk opgenomen en is een bakstenen gebouw onder zadeldak met een opvallende schikking van de vensters boven het ingangsportaal. De kerk is gebouwd op een zeshoekige plattegrond en heeft een open metaalconstructie als klokkentorentje op het dak.
De kerk bezit een Adema-orgel van 1858 dat in 1967 in deze kerk werd geplaatst en in 2004 werd gerestaureerd. Voordien stond het achtereenvolgens in Sint Nicolaasga en in Oostknollendam.